# ایگل ایر (سیرالئون)

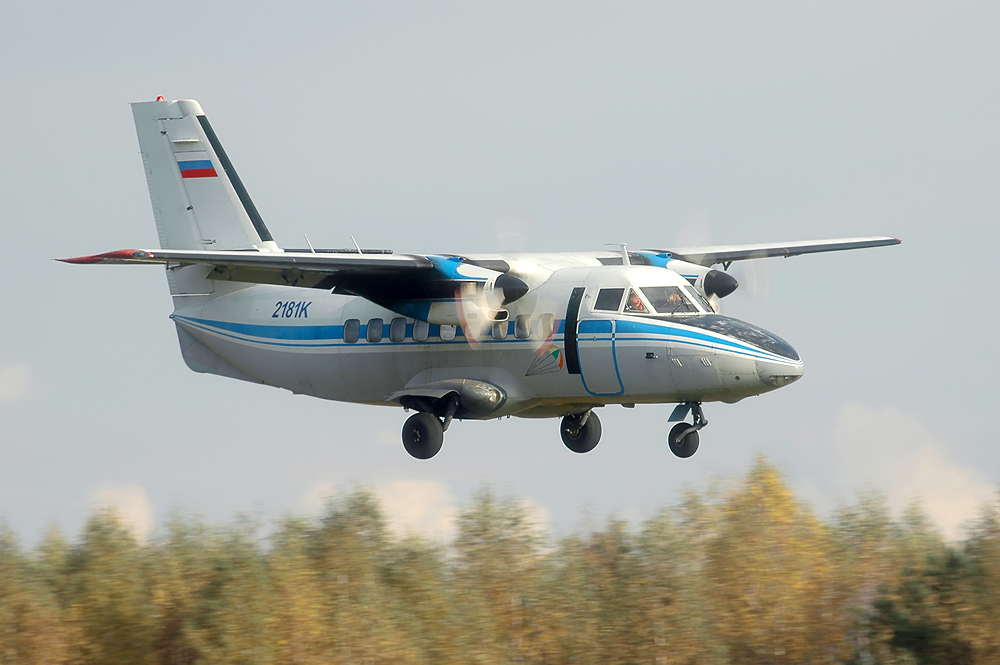
تست هواپیمای ساخته شده توسط شرکت ایگل ایر

ایگل ایر (به انگلیسی: Eagle Air) یک شرکت هواپیمایی است. دفتر مرکزی ایگل ایر در کوناکری، گینه واقع شده‌است و قطب این شرکت هواپیمایی در فرودگاه بین‌المللی کوناکری قرار دارد.